# Ein charmantes Ekel
Ein charmantes Ekel (Originaltitel: Once Around) ist ein US-amerikanisches Filmdrama aus dem Jahr 1991. Die Regie führte Lasse Hallström, das Drehbuch schrieb Malia Scotch Marmo. Die Hauptrollen spielten Richard Dreyfuss und Holly Hunter.

## Handlung
Renata Bella lernt den viel älteren und vermögenden Unternehmer litauischer Abstammung Sam Sharpe kennen. Sharpe mag es ganz besonders, die Kreisverkehrinsel mehrmals zu umfahren. Renata heiratet ihn trotz der Zweifel ihres Vaters Joe und ihrer Schwester Jan. Sie spricht ihre Schwester darauf an, dass sie eine glückliche Ehe vorspiele und heimlich mit Jim Redstone flirte.
Renata wird schwanger und bekommt ein Kind. Sam legt das Datum der Taufe nach einer litauischen Tradition fest. Da die Schwester von Renata und ihr Ehemann, die Taufpaten werden sollen, für dieses Datum Urlaub planen, kommt es zum Streit. Renata will ihre Familie während der Zeremonie nicht mehr sehen. Ihr Vater spricht später mit ihr und verbietet ihr, die Familie in Begleitung von Sam zu besuchen. Er sagt, Sam würde die Familie kaputtmachen.
Die Taufe findet zuerst nur mit Renata, Sam und einem litauischen Priester statt. Die Tür der Kirche öffnet sich, Renatas Eltern und ihre Geschwister kommen herein. Sie ist sehr erfreut darüber. Am Ende der Taufe bekommt Sam einen Herzinfarkt.
Die versöhnte Familie feiert gemeinsam Weihnachten. Alle Familienmitglieder sorgen sich um Sams Gesundheit und darum, ob die Gerichte für einen herzkranken Mann geeignet seien. Lediglich Joe meint, ein Mann solle die eigenen Entscheidungen treffen, was seine Gesundheit betreffe. Sam raucht eine Zigarette, Renata streitet mit ihm. Sam sagt, er sei trotz der Krankheit so lebendig wie nie zuvor.
Etwas später stirbt Sam. Als die zur Beerdigung fahrende Wagenkolonne einen Kreisverkehr erreicht, ordnet Joe an, zu Ehren des Größten ein paar Runden um den Kreisverkehr zu fahren.

## Kritiken
- Roger Ebert schrieb in der Chicago Sun-Times vom 18. Januar 1991, der Film mache ihn sprachlos. Er sei ein guter Film, aber nicht auf eine konventionelle Art. Ebert lobte stark den Charakter von Sam Sharpe und die offensive Darstellung von Richard Dreyfuss. Weiterhin lobte er die intensive Darstellung von Holly Hunter und die sensible (delicate) Darstellung von Danny Aiello sowie die Dialoge des Films.

- „Tragikomödie mit ausgezeichneter Besetzung, deren lebensbejahende Geschichte durch eine allzu kopflastige Inszenierung an Unterhaltungswert und emotionaler Kraft verliert.“ - „Lexikon des internationalen Films“ (CD-ROM-Ausgabe), Systhema, München 1997
- Die Deutsche Film- und Medienbewertung FBW in Wiesbaden verlieh dem Film das Prädikat wertvoll.